# Герб Сити (Лондон)
Герб административно-территориального образования Сити города Лондон.

## История и описание
Герб состоит из щита, на котором располагаются полосы, нашлемника, щитодержателей в виде драконов с каждой стороны и девиза, располагаемого под щитом. Герб Сити появился в «незапамятные времена» в геральдической палате. Он уже использовался в 1381 году, так как стал частью нового оформления мэрии, установленного 17 апреля того года. Этот герб представлял собой белый щит с красным крестом и прямым красным мечом в первой четверти. Оформление сочетало в себе символы двух святых покровителей Лондона и Англии: крест святого Георгия и меч — символ мученичества святого Павла. Герб 1381 года заменил более ранний, найденный в уставе 1319 года, на котором изображался св. Павел, держащий меч. До середины XIX века на гербе также изображалась Московская шапка. Существует ошибочное мнение о том, что меч может быть символом убийства лордом-мэром Лондона Уильямом Уолвортом предводителя крестьянского восстания Уота Тайлера. Однако герб был введён ещё за несколько месяцев до этого события, и меч не может отождествляться с кинжалом Уолворта.
Нашлемник и щитодержатели появились в XVII веке, но до 30 апреля 1957 года использовались неофициально, пока не были подтверждены геральдической палатой.
Нашлемник представляет собой корону, из которой выходит драконье крыло, несущее крест св. Георгия. Оно обозначает власть пэров королевства. Первый вариант нашлемника появился в 1539 году на новой печати властей. Он представлял собой некий странный объект с крестом. Со временем он превратился в драконье крыло, и именно в таком виде в 1633 году изображался на гербе на фронтисипсе четвёртого издания книги Джона Стоу Обзор Лондона. Официально использование нашлемника подтвердили в 1957 году. Однако существуют более ранние гербы, на которых уже представлен нашлемник, относящиеся ко времени Стюартов или григорианскому периоду.
На печати 1381 года щит поддерживают два льва. Но к 1609 году это уже два настоящих щитодержателя, два белых дракона с красными крестами на крыльях. Вероятно, драконы появились под влиянием легенды о о св. Георгии и драконе. Это является спорным, так как икона о Георгии-змееборце является распространенным христианским символом, одновременно сложно говорить о негативном образе драконов в этом символе - так как они единственные изображенные существа.
Девиз Сити написан на латыни и звучит как «Domine dirige nos», что можно перевести как «Господи, направляй нас». Он был принят в XVII веке, а самые ранние его упоминания датируют 1633 годом.
Рисунок щита также является рисунком флага.